# ييمبياس
بلدية ييمبياس (بالإسبانية: Limpias)‏، هي إحدى بلديات منطقة كانتابريا, المصنفة على أنها مقاطعة أيضاً، في شمال إسبانيا.
يبلغ عدد سكانها 1.389 نسمة وفقاً لإحصائية سنة (2002).